# Texture du sol
Pour un article plus général, voir Sol (pédologie).

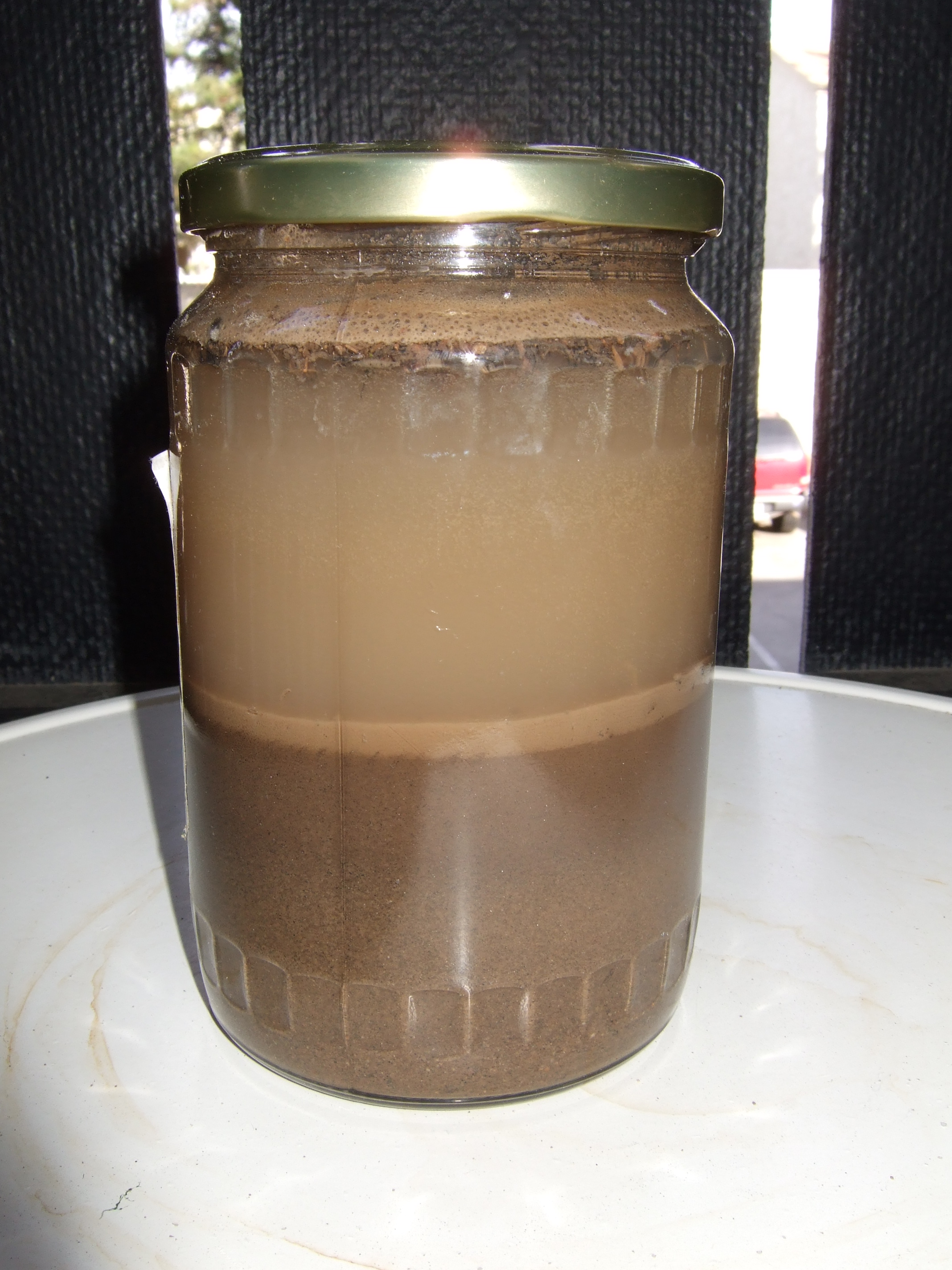
Le test de sédimentation permet d'estimer la texture d'un sol.

La texture du sol correspond à la répartition dans ce sol des minéraux et de la matière organique par catégorie de grosseur (en fait, diamètre des particules supposées sphériques) indépendamment de la nature et de la composition de ces minéraux.

## Classement des particules
Les particules sont classées de la façon suivante, en fonction de leur diamètre : blocs, galets et graviers (diamètre > 2 mm) sont classés à part.
La granulométrie proprement dite concerne la terre fine.
- argiles : < 2 µm[1]
- limons : de 2 µm à 50 µm
- sables : de 50 µm à 2000 µm

## Classification des textures
Cette classification est représentée à l'aide d'un triangle, appelé triangle des textures, dont les trois côtés correspondent respectivement aux pourcentages de sable, de limon et d'argile.
 
Il existe de nombreux triangles de texture. Celui-ci représente la classification adoptée par le département de l'Agriculture américain (USDA).
Il est possible de regrouper les textures en quatre classes fondamentales, qui permettent de définir les principales propriétés du sol : 
- texture sableuse : sol bien aéré, facile à travailler, pauvre en réserve d'eau, pauvre en éléments nutritifs, faible capacité d'échange anionique et cationique.
- texture limoneuse : l'excès de limon et l'insuffisance d'argile peuvent provoquer la formation d'une structure massive, accompagnée de mauvaises propriétés physiques. Cette tendance est corrigée par une teneur suffisante en humus et calcium.
- texture argileuse : sol chimiquement riche, mais à piètres propriétés physiques ; milieu imperméable et mal aéré, formant obstacle à la pénétration des racines ; travail du sol difficile, en raison de la forte plasticité (état humide), ou de la compacité (sol sec). Une bonne structure favorisée par l'humification corrige en partie ces propriétés défavorables.
- texture équilibrée : elle correspond à l'optimum, dans la mesure où elle présente la plupart des qualités des trois types précédents, sans en avoir les défauts.

Exemple de granulométrie favorable à la culture : 15 à 25 % d'argile, 30 à 35 % de limons, 40 à 50 % de sables.

## Estimation de la texture d'un sol

Test de sédimentation.

La texture du sol peut être estimée par, :
- le test du malaxage entre le pouce, l'index et le majeur[4] : appréciation globale grâce à des sensations tactiles (collant de l'argile[5], toucher doux « talqueux » du limon[6], crissement du sable).
- le test de plasticité ou test du boudin[7] (la plasticité étant une propriété directement proportionnelle à la teneur en argiles) : en roulant de la terre (mouillée au préalable si elle est trop sèche) dans les mains, si on ne peut pas faire un boudin, c'est que le sol est sableux (composé de moins de 10 % d'argile) ; si on peut faire un tube, le sol est limoneux (à peu près 10 % d'argile) ; si on peut faire avec le boudin un anneau qui ne se désagrège pas, c'est que le sol est argileux[8] (composé de plus de 15 à 20 % d'argile)[9].
- le test de sédimentation (test du bocal) consiste à laisser décanter dans un récipient de la terre fine (sans gravats et sans agrégats) et de l'eau. L'épaisseur de chaque couche formée permet d'estimer le pourcentage de sables/limons/argiles et, en utilisant le triangle des textures, de déterminer le type de sol. Dans les nombreuses cas où le sol contient des complexes argilo-humiques et des agrégats (structures complexes plus ou moins stables reliant une grande quantité de particules minéraux et organiques), ce sont ces agrégats qui vont sédimenter en premier et se trouver en bas du bocal. Cela amène souvent à des fausses estimations. Les fractions d'argile et de limon sont ainsi fortement sous-estimés, car ils se trouvent en partie dans les agrégats.Et les agrégats de petite taille peuvent être faussement comptabilisés comme du sable.[réf. nécessaire]
- le test en bouche : la distinction entre argiles et limons étant parfois difficile, les pédologues expérimentés peuvent goûter le sol en cas de doute. Les particules d'argile sont trop petites pour être senties mais celles de limon crissent très finement entre les dents, à l'instar de la poudre de silice abrasive des dentifrices[10].

## Influence de la texture sur d'autres qualités physiques du sol
Les sables et les particules de diamètre supérieur favorisent la perméabilité à l'air et à l'eau. Les limons, grâce leur grande surface d'échange spécifique, libèrent des sels minéraux à la suite de l'altération de ces particules. Les argiles aident à retenir ces minéraux, via le complexe argilo-humique. Les argiles et les limons contribuent à la rétention en eau (la microporosité augmente cette rétention).
« Une approche moderne et granulométrique oppose les fragments organiques de grosse taille (sable et limons) à ceux ayant une taille d'argiles (au sens granulométrique). Les premiers sont surtout des résidus de végétaux et de champignons fragmentés avec un C/N souvent supérieur à 20 qui ralentit leur décomposition. Les seconds sont des restes des premiers et de bactéries, plus fortement liées aux minéraux du sol (notamment dans le complexe argilo-humique) : malgré des C/N faibles, leur lien aux minéraux les stabilise pour plusieurs dizaines d'années au moins, et plus longuement en sol tempéré que tropical. »